# 266 (tal)
266 är det naturliga talet som följer 265 och som följs av 267.

## Inom vetenskapen
- 266 Aline, en asteroid.

## Inom matematiken
- 266 är ett jämnt tal.